# Rhusopus hardua
Rhusopus hardua är en insektsart som beskrevs av Webb 1983. Rhusopus hardua ingår i släktet Rhusopus och familjen dvärgstritar. Inga underarter finns listade i Catalogue of Life.